# Look
Look (ang. LOOK: The Series, 2010) – amerykański serial obyczajowy stworzony przez Adama Rifkina. Wyprodukowany przez CapturedTV.
Światowa premiera serialu miała miejsce 10 października 2010 roku na antenie Showtime. Ostatni odcinek serialu został wyemitowany 19 grudnia 2010 roku. W Polsce serial nadawany na kanale AXN Spin HD.

## Obsada
- Colton Haynes jako Shane
- Sharon Hinnendael jako Hannah
- Ali Cobrin jako Molly
- Claudia Christian jako Stella
- Marcus Giamatti jako Lenny
- Giuseppe Andrews jako Willie
- Miles Dougal jako Carl
- Robert Curtis Brown jako Dan
- Trevor Torseth jako Ron
- Jhoanna Trias jako Armani